# Keith Butler Wheelhouse
Keith Oliver Butler-Wheelhouse, född 29 mars 1946, är en sydafrikansk företagsledare. Han föddes och växte upp i Walsall i England, men emigrerade till Sydafrika som 15-åring. Han studerade till produktionsingenjör på nuvarande Nelson Mandela Metropolitan University i Port Elizabeth och ekonomi, bachelor of commerce, på University of the Witwatersrand. Han började tidigt arbeta på Ford i Sydafrika, där han bland annat blev marknadschef, och gick sedan till General Motors år 1985. När General Motors lämnade Sydafrika av politiska skäl 1986 och Delta Motor Company startades följde Keith Butler med och blev sedermera VD. Delta Motors sålde GM-märken som Opel, Suzuki och Isuzu och hade tillverkning som anpassade bilar för vänstertrafik vilket exporterades till närliggande länder. Mellan åren 1992 och 1996 blev han VD för den då GM-ägda svenska biltillverkaren Saab Automobile. Därefter lämnade han bilindustrin och blev VD för Smiths Group med mer än 20 000 anställda, som utvecklar utrustning för detektering av spår av kemikalier, sprängmedel, narkotika, bakterier och liknande. Han stannade på Smiths Group till 2007.